# La Chèvre
Pour les articles homonymes, voir Chèvre (homonymie).
Pour plus de détails, voir Fiche technique et Distribution.
La Chèvre est un film français, réalisé par Francis Veber, sorti sur les écrans en 1981.
C'est le cinquième film mettant en scène Pierre Richard dans le rôle de François Perrin / Pignon et le premier l'associant à Gérard Depardieu. Le duo se reformera ensuite pour Les Compères (1983) et Les Fugitifs (1986).

## Synopsis
Fille du PDG d'une grande entreprise, Marie Bens est kidnappée lors de vacances à Acapulco. L'enquête policière ne donnant rien, son père engage Campana (Gérard Depardieu), un détective privé au physique imposant, spécialiste des disparitions, qui passe un mois au Mexique sans trouver la moindre piste. Désespéré, M. Bens finit par prêter l'oreille à une idée pour le moins originale de Meyer, le psychologue de l'entreprise. Selon lui, Campana est trop « normal » pour réussir à retrouver la fille Bens. Le seul moyen d'y parvenir serait d'envoyer sur ses traces quelqu'un qui présente la même caractéristique qu'elle : une incroyable malchance. Meyer a justement repéré le profil parfait : François Perrin (Pierre Richard), un employé de la comptabilité, dont la vie n'est qu'une succession de mésaventures. Pour appuyer ses dires, le psychologue réalise un test : il fait convoquer Perrin et lui demande de s'asseoir autour d'une table. Ayant le choix entre de nombreuses chaises vides, Perrin hésite puis choisit précisément celle qui était cassée et chute. Estimant n'avoir rien à perdre à essayer, M. Bens lui demande alors de reprendre l'enquête sur la disparation de sa fille, en lui donnant carte blanche et l'aide du détective. Malgré ses réticences face à ce plan loufoque, Campana accepte finalement de repartir, flanqué de Perrin qui prend son nouveau rôle très au sérieux. 
Les déconvenues subies ou provoquées par Perrin commencent dès l'aéroport d'Orly et s'enchaînent de plus belle au Mexique, au grand désarroi d'un Campana à la fois incrédule et exaspéré par son acolyte. Toutefois, cette accumulation de déboires les met fortuitement sur les traces du ravisseur de Marie Bens, un certain Juan Arbal. Campana et Perrin finissent par le retrouver mais Arbal est abattu par des membres de son gang pour l'empêcher de parler. Les deux Français sont arrêtés par la police locale qui les croit coupables du meurtre et passe à tabac Campana, lequel commence à avoir peur d'être « contaminé » par la malchance de Perrin. Libérés, ils contribuent à l'arrestation de Fernando, le chef du gang. Celui-ci avoue ignorer le sort de la captive car le petit avion qui l'emmenait vers une planque a disparu au dessus de la forêt tropicale, ce qui explique l'absence de demande de rançon. 
Considérant la fille Bens morte, Campana veut abandonner l'enquête mais Meyer convainc tout le monde de tenter un dernier pari : mettre Perrin dans un avion et lui faire survoler la jungle. Un énième coup du sort force l'avion à un atterrissage d'urgence au milieu de nulle part. Ebranlé dans ses certitudes et finissant par croire aux théories du psychologue, Campana accepte de continuer l'exploration de la forêt en Jeep, suivant les intuitions de Perrin. Résultat, ils finissent complètement perdus, réservoir à sec. À bout de nerfs et ne supportant plus de recevoir des ordres du comptable, Campana lui dévoile qu'il n'est pas réellement le chef de l'expédition mais juste la « chèvre », un appât à malchance. Les deux hommes en viennent aux mains mais Perrin s'assomme tout seul dans la rixe et sombre dans le coma. Recueillis par des locaux, ils sont conduits jusqu'à une mission pour que Perrin puisse être soigné. Le détective en profite pour appeler Meyer et lui annoncer qu'il arrête définitivement les recherches. Pendant ce temps-là, à l'infirmerie, Perrin se réveille aux côtés d'une autre patiente, elle aussi touchée à la tête, qui se révèle être Marie Bens. Désorientés, marchant main dans la main comme deux somnambules, les malchanceux se dirigent vers un ponton sur le fleuve. Le ponton s'écroule et ils partent à la dérive, sous le regard éberlué de Campana.

## Fiche technique
- Titre : La Chèvre
- Réalisation : Francis Veber, assisté de Jean Veber
- Scénario : Francis Veber
- Musique : Vladimir Cosma
- Décors : Jacques Bufnoir
- Costumes : Nicole Bize et Monique Dury
- Photographie : Alex Phillips Jr.
- Son : Bernard Rochut
- Montage : Albert Jurgenson
- Production : Alain Poiré
- Société(s) de production : Fideline Films, Gaumont (Paris), Conacine - Corporación Nacional Cinematográfica (México)
- Société(s) de distribution : Gaumont Distribution
- Générique : Eurocitel
- Pays de production :  France et  Mexique
- Format : 35 mm, 1,66 :1 (couleurs, son mono)
- Genre : Comédie
- Durée : 95 minutes
- Tournage : 8 juin au 9 septembre 1981
- Tout public
- Date de sortie[1] :
  - France : 9 décembre 1981

## Distribution
- Pierre Richard : François Perrin, comptable malchanceux
- Gérard Depardieu : Campana, détective privé
- Michel Robin : Alexandre Bens, PDG
- Corynne Charby (créditée « Corynne Charbit ») : Marie Bens
- André Valardy : Meyer, psychologue
- Pedro Armendáriz Jr. : Commissaire de police Custao
- Jorge Luke (VF : Jacques Frantz) : Juan Arbal
- Maritza Olivares (es) : la prostituée du bar
- Sergio Calderón : le prisonnier
- Robert Dalban : le technicien à Orly
- Michel Fortin : l'homme au chariot à Orly
- Jacqueline Noëlle : Lambert, la secrétaire de M. Bens
- Jorge Russek : Fernando (non crédité)
- René Barrera (VF : Alain Dorval) : le barman (non crédité)
- Rodrigo Puebla (VF : Albert Augier) : le portier du club (non crédité)

## Box-office
- France (1981) : 7 079 674 entrées[2]
- Union soviétique (1983) : 35 millions d'entrées[réf. nécessaire]

## Autour du film
- Curieusement, durant le générique, le titre du film s'inscrit avec un accent circonflexe sur le « e » alors que, normalement, celui-ci s'écrit avec un accent grave.
- Les rôles de Campana et de Perrin devaient à l'origine être tenus par Lino Ventura et Jacques Villeret, mais le premier ne souhaitait pas tourner avec le second[3]. En outre, il était en désaccord avec le producteur Alain Poiré sur le montant de son cachet[4].

- Le film fit l'objet d'une reprise américaine intitulée Danger Public (Pure Luck), réalisé par Nadia Tass en 1991. C'est au cours du tournage de ce film que Francis Veber, présent comme consultant, a découvert le « politiquement correct » à l'américaine : voulant embaucher un acteur d'origine latino dans un rôle de méchant parce qu'il le trouvait talentueux, il a dû y renoncer à la suite des pressions et des menaces de représailles de la réalisatrice du film, qui lui a expliqué que faire jouer une personne mauvaise par un latino risquait de fâcher la communauté latino dans son ensemble. Cette anecdote a inspiré Veber pour son film Le Placard (2000). Sergio Calderón, qui joue le prisonnier dans La Chèvre, joue un barman dans la reprise[5].

- Il s'agit du deuxième long métrage réalisé par Francis Veber après Le Jouet, sorti en 1976.

- On peut apercevoir l'acteur mexicain Jorge Luke (qui joue ici le rôle du truand Juan Larbal) dans un autre film français tourné au Mexique, La Vengeance du serpent à plumes de Gérard Oury (1984), où il tient le rôle du chef de la police[5].

- Gérard Depardieu a causé quelques problèmes durant le tournage. En effet il lui est arrivé de boire de l'alcool jusqu'à être complètement saoul, jusqu'à ce que Francis Veber lui pose un ultimatum[6].

- Pendant la scène où Campana et Perrin sont au bar à prostituées, on peut entendre une musique de Vladimir Cosma. Ce dernier la reprendra dans la bande originale du film Les Fugitifs du même Francis Veber, qui sortira en 1986.[réf. nécessaire]

- Dans ce film, le peintre romantique Eugène Delacroix est cité comme exemple d'un personnage célèbre aussi malchanceux (dans son enfance) que François Perrin[7].

- La scène de la guêpe a été un véritable calvaire pour Pierre Richard. En effet, bien que le dard du spécimen ait été retiré, la production ne s'était pas doutée qu'une guêpe pouvait également mordre. Ainsi, le grand blond a joué sa scène tout en subissant la morsure de l'insecte[8].

- Pour la scène du gorille (une espèce qui n'est pas du tout présente sur le continent américain), la production a utilisé non pas un vrai spécimen, mais un cascadeur américain costumé[9]. En effet, les animaux ont posé plusieurs problèmes durant le tournage, comme le cobra (situé à côté de Campana) qui prenait sans cesse la fuite ou encore un scorpion[5] qui piqua Depardieu. À noter qu'il n'y a pas plus de cobras en Amérique que de gorilles.

- Au début du film de Guillaume Canet Astérix et Obélix : L'Empire du Milieu, la scène des sables mouvants est reprise avec quasiment les mêmes dialogues, et c'est Pierre Richard en Panoramix qui en est à nouveau victime.